# Fabrice Lapierre
Fabrice Lapierre (* 17. Oktober 1983 in Réduit, Distrikt Moka, Mauritius) ist ein australischer Leichtathlet. Seine erfolgreichste Disziplin ist der Weitsprung. Bei einer Körpergröße von 1,79 m beträgt sein Wettkampfgewicht 69 kg.

## Leben
Fabrice Lapierre wurde auf Mauritius geboren, die Eltern zogen aber nach Australien, als er zwei Jahre alt war. Mit der Leichtathletik begann er im Alter von acht Jahren. Er wuchs in Western Australia auf und ging später auf eine sportorientierte High School in Blacktown City in der Nähe von Sydney. Seit 2003 studierte er mit Stipendium Sportwissenschaft und Business Management an der Texas A&M University in College Station. Er wird von Dan Pfaff in Phoenix (Arizona) trainiert.

## Erfolge
International machte er zum ersten Mal auf sich aufmerksam bei den Juniorenweltmeisterschaften 2002 in Kingston, Jamaika: Mit 7,74 m wurde er in der Weitsprungkonkurrenz Zweiter. 2005 wurde er mit 7,83 m in Austin, Texas NCAA-Meister. Bei den Commonwealth Games 2006 in Melbourne wurde er mit 8,10 m Dritter. Im Jahr 2006 gewann er auch im Weitsprung bei den Australischen Meisterschaften. Bei den Olympischen Spielen 2008 in Peking verpasste er mit 7,90 m die Qualifikation für das Finale um fünf Zentimeter. Einen Monat später gewann er mit 8,14 m das 6. IAAF/Bank World Athletics Final in Stuttgart. Die Australische Weitsprungmeisterschaft konnte er mit 8,29 m erneut 2009 gewinnen, im selben Jahr gewann er das IAAF/Bank World Athletics Final in Thessaloniki mit 8,33 m vor Dwight Phillips. Sein größter Erfolg ist der Gewinn bei den Hallenweltmeisterschaften 2010 in Doha mit 8,17 m vor Godfrey Khotso Mokoena. 2010 verteidigte er seinen Australischen Weitsprungtitel in Perth mit einem Sprung von 8,78 m, allerdings mit einem zu starken Rückenwind (3,1 m/s). Die erste Weitsprungkonkurrenz der Diamond League gewann er 2010 beim Golden Grand Prix im Shanghai-Stadion mit 8,30 m bei Windstille vor Dwight Philipps. Mit der gleichen Weite gewann er die Commonwealth Games 2010 in Neu-Delhi vor Greg Rutherford. Bei den Weltmeisterschaften 2015 in Peking wurde er mit 8,24 m hinter Greg Rutherford Zweiter. Ebenfalls eine Silbermedaille holte er mit 8,25 m bei den Hallenweltmeisterschaften 2016 in Portland (Oregon). 2016 gelang ihm auch der Gewinn des Diamond Race der Diamond League.
Seine persönliche Bestleistung liegt bei 8,40 m, die er in Nuoro am 14. Juli 2010 bei 0,5 m/s Rückenwind sprang. Seine Bestleistung im 100-Meter-Lauf liegt bei 10,56 s, die er am 16. Juli 2002 in Kingston lief, im 200-Meter-Lauf bei 21,40 s vom 9. Dezember 2000 in Adelaide. Seine persönliche Hallenbestleistung im 60-Meter-Lauf liegt bei 6,89 m/s vom Big 12 am 24. Februar 2006 in Lincoln, Nebraska. Im Weitsprung hält er den ozeanischen Hallenrekord. Diesen hatte er zuerst mit 8,19 m, die er in der Qualifikation der Hallenweltmeisterschaften 2010 sprang. Den Rekord verbesserte er bei den Hallenweltmeisterschaften 2016 auf 8,25 m.